# Viștea de Jos
Viștea de Jos – wieś w Rumunii, w okręgu Braszów, w gminie Viștea. W 2011 roku liczyła 760 mieszkańców.